# ЛТЗ Т-30
Эта статья о советском тракторе Липецкого тракторного завода. Статья о тракторе Владимирского тракторного завода здесь.
Т-30 — марка колесного трактора, выпускавшегося на Липецком тракторном заводе с 1960 г. Трактор предназначен, главным образом, для междурядной обработки пропашных культур. 
В 1958 г. был создан колесный трактор Т-25, который после государственных испытаний и доводки с 1960 г. пошел в серийное производство под маркой Т-30. У него открытая кабина. На базе трактора Т-30 был создан трактор Т-35.
Существовала модификация трактора Т-35 — трактор Т-35А с полным приводом.
В настоящее время существует трактор Т-30А80 производства Владимирского тракторного завода, который является модернизацией трактора Т-25.